# Castiglione di Garfagnana
Castiglione di Garfagnana är en ort och kommun i provinsen Lucca i regionen Toscana i Italien. Kommunen hade 1 758 invånare (2018).